# 盆底功能障礙

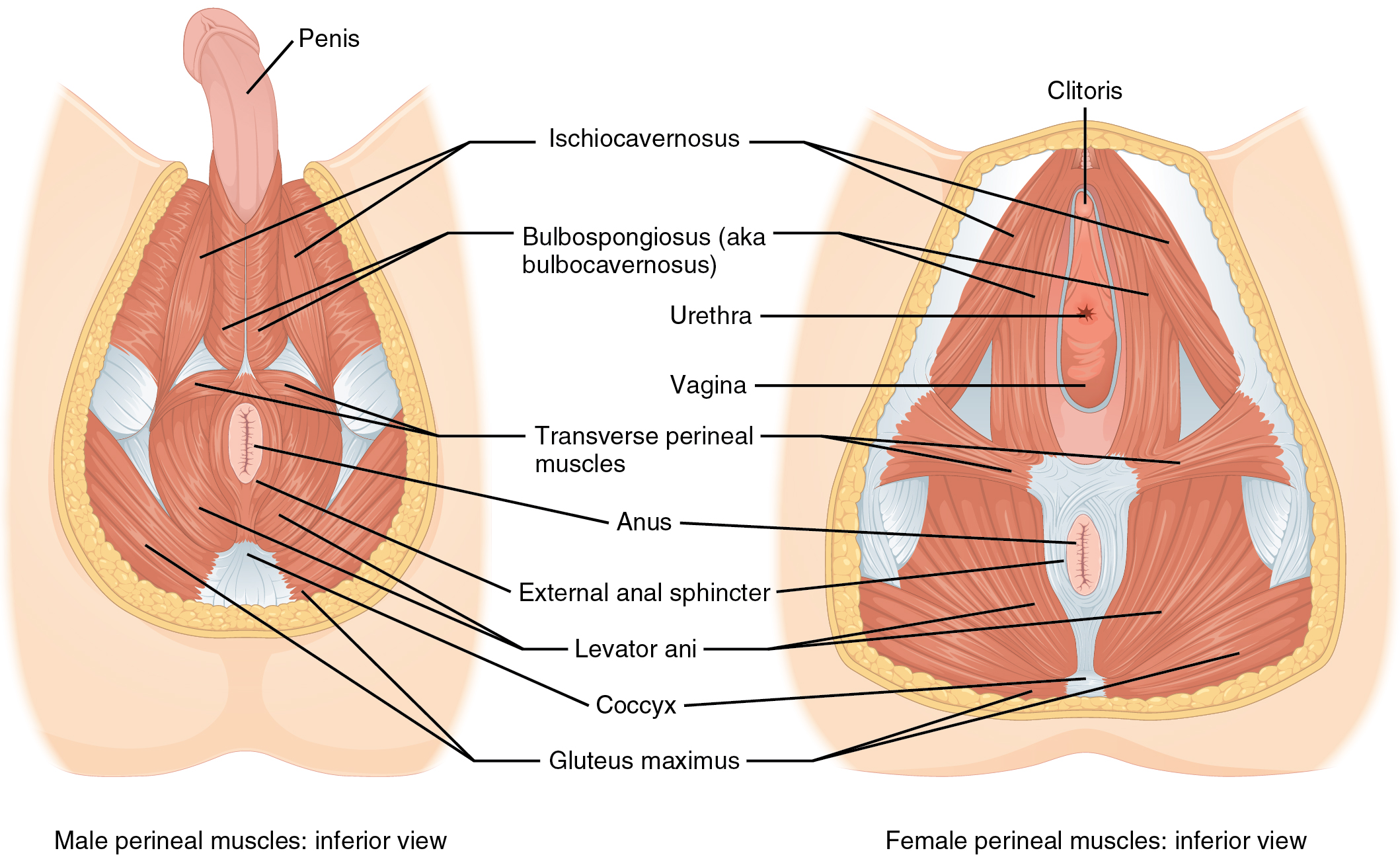
会阴肌肉在两性的排尿、男性的射精和女性的阴道收缩中发挥着重要作用。

盆底功能障碍，指盆底的肌肉和韧带受损时发生的各种疾病。多达半数产妇会受到这种情况的影响。虽然这种情况主要影响女性，但高达16%的男性也受影响。症状包括盆腔疼痛、压力、性交疼痛、尿失禁、膀胱过动症、大便失禁、粪便排空不完全、便秘、盆腔肌筋膜疼痛和盆腔器官脱垂。盆腔器官脱垂时，阴道或肛门可能会出现明显的器官突出或摸到肿块。
盆底功能障碍的常见治疗方法包括手术、药物、物理治疗和生活方式改变。 
因为“盆底功能障碍”并不代表特定的盆底疾病，因此这一词受到批评。因此，不建议在没有额外说明的情况下在医学文献中使用该术语。

## 流行病学
盆底功能障碍被定义为盆腔器官通过盆腔器官壁和盆底的突出。这种情况很普遍，多达50%的女性在一生中的某个阶段受到影响。 大约11%的女性将在80岁时因尿失禁或盆腔器官脱垂接受手术，患有盆底功能障碍的女性更有可能出现性唤起和性交困难的问题。对于女性来说，接受与压力性尿失禁相关的手术干预的风险为20.5%。文献表明，白人女性患压力性尿失禁的风险增加。
尽管盆底功能障碍被认为更常见地影响女性，但16%的男性已被确定患有盆底功能障碍。 随着高龄人口的增加，盆底功能障碍及其多种后果（包括尿失禁）成为一个日益明显的健康问题。

## 成因
从机制上讲，盆底功能障碍的原因有两个：盆底裂孔扩大和盆底下降到耻骨尾骨线以下，伴有特定的器官脱垂，相对于裂孔分级。胶原蛋白类型遗传性缺陷的人可能更容易出现盆底功能障碍。此外，结缔组织和筋膜先天薄弱的人患压力性尿失禁和盆腔器官脱垂的风险也会增加。最近的文献表明，盆腔内筋膜缺陷和提肛肌功能受损已被归类为盆底功能障碍发展的重要病因。有些情况显然与胶原蛋白缺陷有关。这些包括阴道分娩、绝经后和高龄。
一些生活方式行為可能導致骨盆底功能障礙。 這包括避免排尿或排便、肥胖、使用肌肉鬆弛劑或麻醉劑以及使用抗組織胺或抗膽鹼能藥物。 使用肌肉鬆弛劑或麻醉劑可導致平滑肌和骨骼肌鬆弛增加，可能與尿失禁有關。 抗組織胺和抗膽鹼能藥物具有累加效應，導致排尿猶豫和滯留，最終導致骨盆底功能障礙。 尿失禁也會影響運動員，尤其是從事跳躍等需要高衝擊力的運動的運動員。例如，体操运动员报告尿失禁的患病率很高。研究表明，从事需要高度脊柱稳定性的运动的运动员也可能患有这种情况，因为腹壁肌肉的激活会导致活动期间排尿的改变。在某些情况下，性虐待也可能与慢性盆腔疼痛和盆底功能障碍有关。
盆腔放疗以及其他妇科癌症治疗后可能会导致盆底功能障碍。

## 诊断

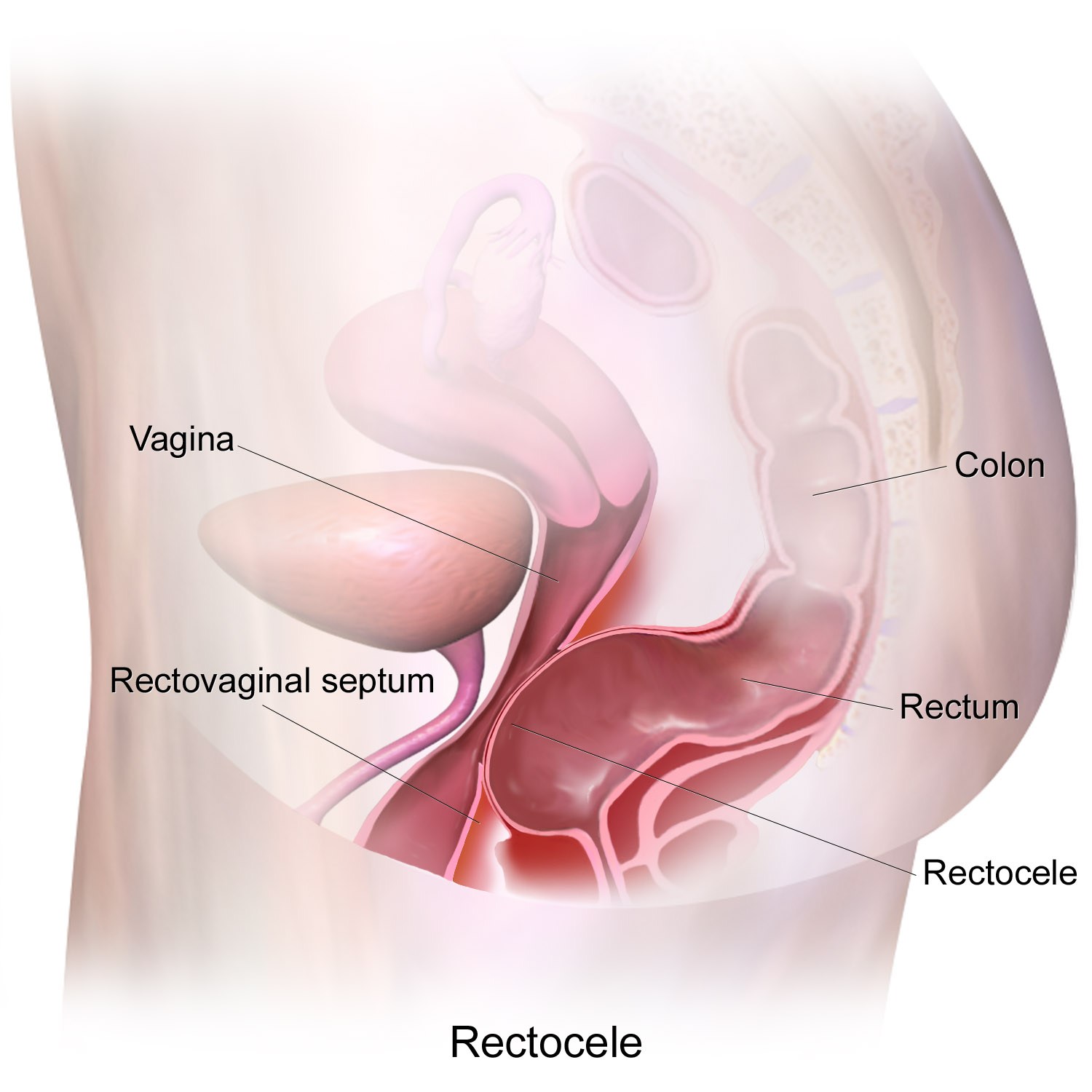
直肠前突（rectocele）是直肠前壁向阴道后部的隆起或突出。

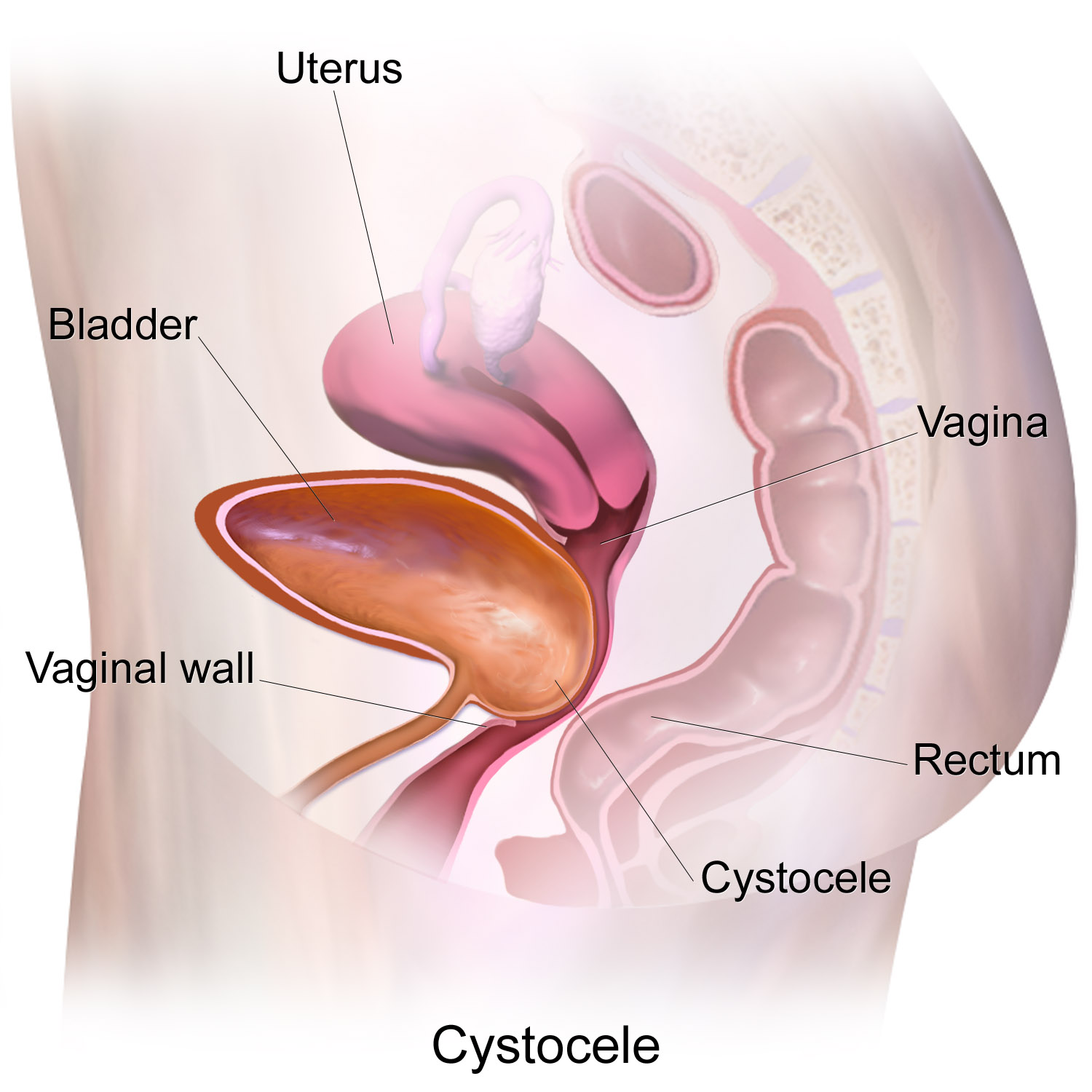
膀胱膨出是指膀胱和阴道之间的壁变弱。

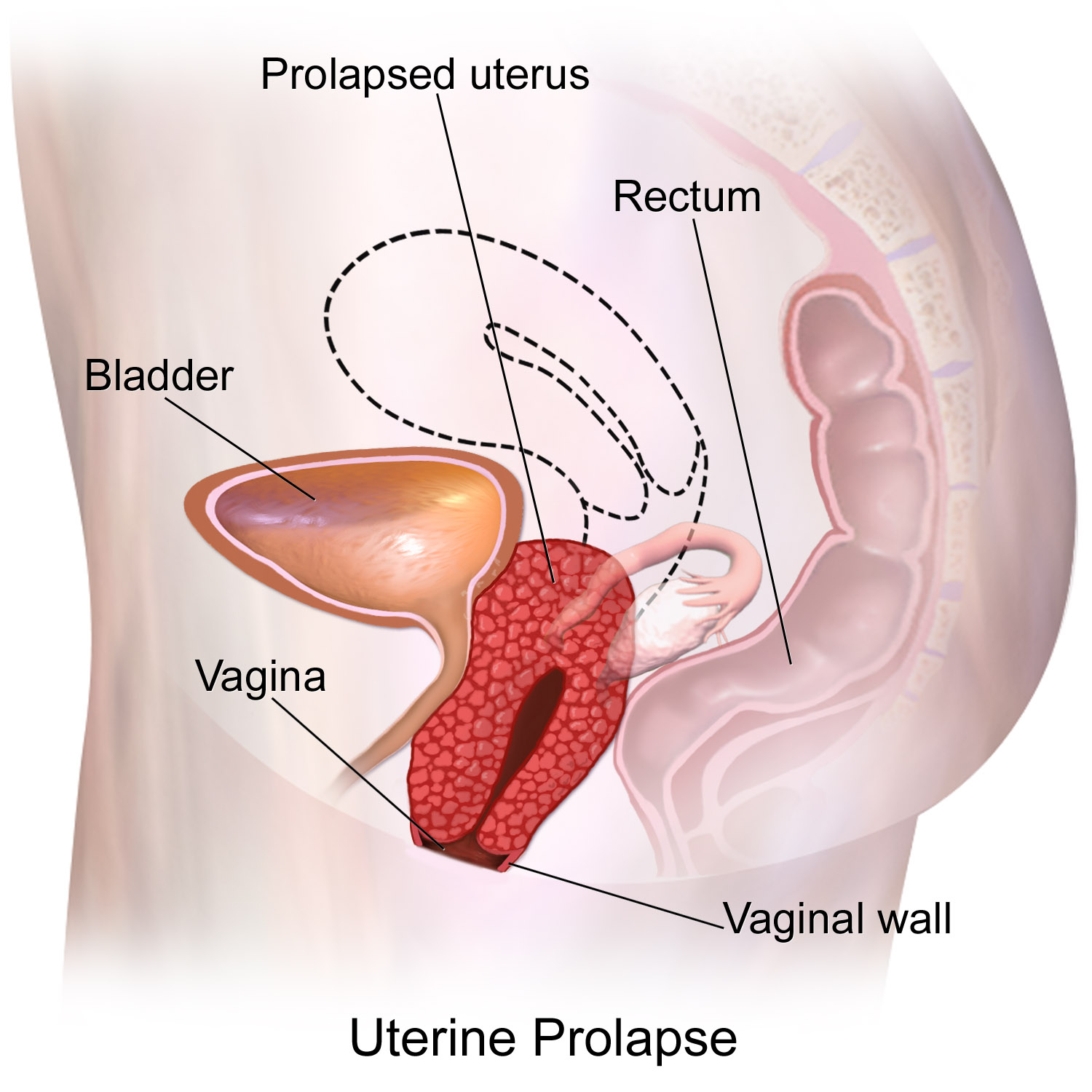
子宫脱垂

尽管诊断通常需要影像学检查，但可以通过详细的临床病史和体检來評估骨盆底功能障礙。 作為臨床病史的一部分，醫療保健提供者可能會詢問產科病史，包括懷孕和分娩次數、分娩方式以及分娩期間是否有任何併發症。提供者还会询问是否存在症状及其严重程度，例如骨盆疼痛或压力、排尿或排便问题、性交疼痛或性功能障碍。体检可能包括使用窥器进行检查以观察子宫颈并检查是否有炎症，以及使用提供者的手指进行手动检查以评估骨盆底肌肉收缩的疼痛和强度。 
与单独的病史和体格检查相比，影像学检查可以更全面地了解盆底功能障碍的类型和严重程度。历史上，使用透视检查结合排粪造影和膀胱造影。最近， MRI已被用来补充甚至有时取代该疾病的荧光镜评估。该技术侵入性较小，可以减少辐射暴露并提高患者舒适度，但在手术前一天晚上需要进行灌肠。透视检查和MRI均使用冠状和矢状视图评估休息时和最大应变期间的骨盆底。
当对单个器官脱垂的严重程度进行分级时，会对直肠、膀胱和子宫进行单独评估。直肠脱垂称为直肠膨出，膀胱脱垂穿过阴道前壁称为膀胱膨出，小肠脱垂称为小肠膨出。 为了评估功能障碍的程度，需要考虑三个测量值。首先，必须确定称为耻骨尾骨线的解剖标志，该线是在矢状图像上连接中线耻骨联合下缘与第一和第二尾骨单元交界处的直线。此后，评估耻骨直肠肌吊带的位置，并绘制耻骨尾骨线和肌肉吊带之间的垂直线。这条线为测量骨盆底下降提供了参考点。下降低于此线2 cm 视为轻度，下降大于6 cm视为严重。最后，画一条从耻骨联合到耻骨直肠肌吊带的线，这是骨盆底裂孔的测量值。测量值大于6 cm被认为是轻微的，大于10 cm则为严重。器官脱垂的程度是相对于间断来评估的。
相对于裂孔，器官脱垂的分级更为严格。任何低于间断的下降都被认为是异常的，下降大于4 cm视为严重。 
超声波还可用于诊断盆底功能障碍。经腹部、经阴道、经会阴和肛内超声 (EUS) 是诊断盆底功能障碍的重要工具。对于 EUS，将超声波探头插入肛管，可用于可视化和评估盆底的解剖结构和功能。超声波检查方便且无创；然而，它可能会压缩某些结构，不能产生高质量的图像，并且不能用于可视化整个盆底。

## 治疗
治疗盆底功能障碍的方法有多种，并且通常多种方法联合使用。

### 物理疗法
盆底肌肉（PFM）训练對於治療不同類型的骨盆底功能障礙至關重要。 兩個常見的問題是子宮脫垂和尿失禁，這兩者都源自於肌肉無力。 骨盆底肌肉治療是尿失禁的第一線治療方法，因此應在手術等更具侵入性的手術之前考慮。能夠控制骨盆底肌肉對於骨盆底功能良好至關重要。 沒有控制骨盆底肌肉的能力，骨盆底訓練就不可能成功。 骨盆底肌肉療法透過不同強度的反覆收縮來增強骨盆底肌肉。通过阴道触诊和生物反馈的使用，可以確定這些肌肉的收緊、提升和擠壓動作。 生物回饋可用於治療尿失禁，因為它記錄骨盆底肌肉的收縮，並可以幫助患者意識到其肌肉的使用情況。 PFM培训还可以通过改善性功能和性高潮的能力来提高女性的性满意度。对于男性来说，PFM练习还可以帮助保持坚挺的勃起。 
此外，腹部肌肉训练已被证明可以改善盆底肌肉功能。通过增加腹部肌肉的力量和控制，一个人可以更容易地激活与腹部肌肉同步的盆底肌肉。许多物理治疗师经过专门培训，可以解决与盆底功能障碍相关的肌肉无力问题，可以通过强化锻炼有效治疗盆底功能障碍。总体而言，物理治疗可以通过缓解症状来显着改善盆底功能障碍患者的生活质量。

### 药物
膀胱过度活动症可以用药物治疗，包括抗毒蕈碱药和β3激动剂类药物。抗毒蕈碱药是最常用的，然而，β3激动剂可用于那些由于副作用或其他原因而无法服用抗毒蕈碱药的人。 

### 设备
子宫托是一種塑膠或矽膠裝置，可用於患有骨盆器官脫垂的女性。 這種治療對於不想進行手術或由於手術風險而無法進行手術的個人非常有用。 有些子宮託有一個旋鈕，也可以治療尿失禁。 為了有效，子宮托必須由醫療提供者安裝，並且應該使用舒適的最大裝置。
其他设备通过生物反馈机制的内部练习来训练骨盆底。 

### 改变生活方式
骨盆底功能障礙，尤其是尿失禁症狀的治療至關重要，但預防也很重要。 通常鼓勵患者改變生活方式；減輕體重、限制使用興奮劑、戒菸、限制劇烈運動、預防便秘和增加體力活動等乾預措施有助於預防骨盆底功能障礙。对于那些已经诊断出盆底功能障碍的人来说，可以通过身体活动来缓解症状，尤其是腹部锻炼和增强盆底功能的盆底运动（凯格尔运动）。尿失禁的症状也可以通过改变饮食来减轻，例如限制酸性和辛辣食物、酒精和咖啡因的摄入。 

### 外科手术
当患者需要或当生活方式改变和物理治疗等侵入性较小的治疗无效时进行手术。 有多种方法可用于解决脱垂问题。膀胱膨出可通过称为Burch阴道悬吊术进行治疗，其目的是悬吊脱垂的尿道，以便将尿道膀胱交界处和近端尿道替换到盆腔中。子宫脱垂可通过子宫切除术和子宫骶骨悬吊术治疗。对于小肠膨出，脱垂的小肠被提升到骨盆腔中，并且直肠阴道筋膜重新接近。直肠前壁突出到阴道后壁，需要进行后阴道修补术，也称为阴道壁修复术。尽管盆底功能障碍在女性中更为常见，但也有行之有效的方法可以帮助男性。在盆底功能障碍导致尿失禁的严重病例中，可以选择根治性前列腺切除术，然后进行术后盆底肌肉治疗。 